# Konrad Ernst Ackermann
Konrad Ernst Ackermann (Schwerin, 1 de febrero de 1712-Hamburgo, 13 de noviembre de 1771) fue un actor y director alemán.
Después de formarse con la compañía teatral especializada en adaptaciones alemanas de obras francesas, dirigió una troupe en gira por toda Europa en los años 1750. Se volvió famoso en los dramas locales y por interpretar papeles que combinaban lo cómico y lo sentimental.
En 1765 inauguró un escenario en Hamburgo, considerado el primer teatro nacional de Alemania, tiempo después cedió la dirección a su hijastro, Friedrich L. Schröder (1744-1816), quien importó las obras de Shakespeare a la escena de la nación.